# Megaselia trichopleurophora
Megaselia trichopleurophora är en tvåvingeart som beskrevs av Rudolf Beyer 1960. Megaselia trichopleurophora ingår i släktet Megaselia och familjen puckelflugor. Inga underarter finns listade i Catalogue of Life.